# (515) Аталия
(515) Аталия (лат. Athalia) — астероид главного пояса, входящий в состав семейства Фемиды. Он был открыт 20 сентября 1903 года немецким астрономом Максом Вольфом в обсерватории Хайдельберг в Германии и назван в честь Аталии, царицы Иудейского царства.

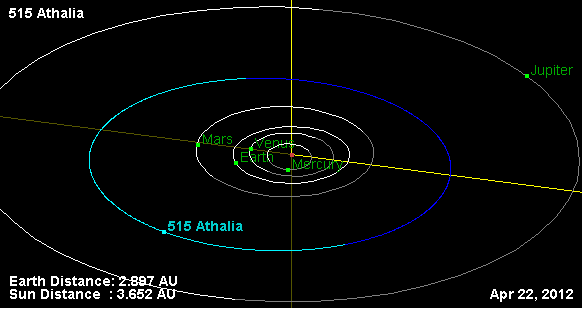
Орбита астероида Аталия и его положение в Солнечной системе